# Chlordiisopropylfosfin
Chlordiisopropylfosfin je organická sloučenina se vzorcem [(CH3)2CH]2PCl, berzbarvá kapalina reagující s vodou i kyslíkem. Používá se na přípravů terciárních fosfinů a fosfinitů.

## Příprava a reakce
Chlordiisopropylfosfin se připravuje reakcí chloridu fosforitého s isopropylmagnesiumchloridem (patřícím mezi Grignardova činidla):
PCl3 + 2 (CH3)2CHMgCl → [(CH3)2CH]2PCl + 2 MgCl2
Podobně jako u reakcí stericky méně zatížených Grignardových činidel je hlavním produktem monochlorovaná sloučenina.
Chlordiisopropylfosfin vytváří reakcemi s Grignardovými a organolithnými činidly fosfiny:
[(CH3)2CH]2PCl + RM → [(CH3)2CH]2PR + MCl
Reakcemi s alkoholy a fenoly, obvykle za přítomnosti zásady, se tvoří fosfinity:
[(CH3)2CH]2PCl + ROH → [(CH3)2CH]2POR + HCl
Fosfinity se používají jako ligandy.